# Batalhão de Policiamento de Eventos

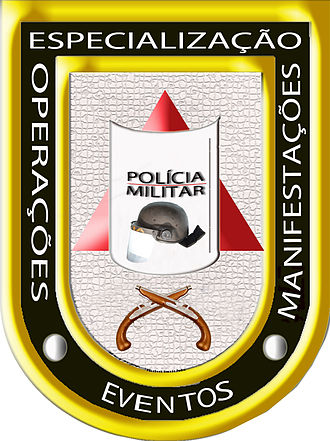

O Batalhão de Polícia de Choque (BPChq) fundado em 1979, é uma unidade de elite da Polícia Militar de Minas Gerais, Brasil.
O BPChq da Polícia Militar de Minas Gerais possui sua base de operações em Belo Horizonte, capital do estado, e atua em todo território mineiro. Possui ainda vários de seus militares integrantes da Força Nacional de Segurança Pública, podendo esses militares, atuarem em qualquer lugar da Federação pela Senasp. A partir de janeiro de 2015 o antigo BPE  passa a usar novamente a nomenclatura Batalhão de Polícia de Choque, resgatando antigos valores e tradições.
Tem como missão principal, a atuação preventiva e/ou repressiva, em locais e áreas onde ocorra ou haja incidência de perturbação da ordem pública, cabendo-lhe especificamente o desencadeamento de ações nas operações de controle de distúrbios civis,  urbana e rural, ocupação, defesa e retomada de pontos sensíveis, repressão a rebeliões ou motins em presídios, retomada de locais de homizio de grupos de infratores.
Como missão secundária, o policiamento ostensivo geral em shows artísticos, eventos desportivos, festas religiosas e similares.
O Batalhão de Polícia de Eventos da Polícia Militar de Minas Gerais é formada por 3 companhias de Polícia de Choque, sendo:
1ª Cia - NETUNO
2ª Cia - VULCANO
3ª Cia - CENTAURO

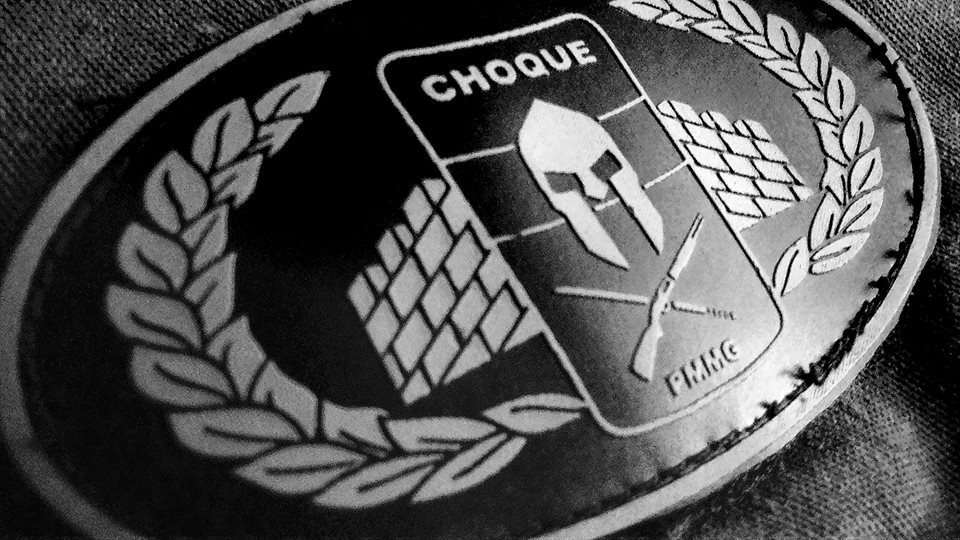

O BPChq fornece treinamento específico para militares que ingressam em seus quadros e para voluntários de outros Batalhões e órgãos de Segurança Pública, o chamado OCD (Operações de Controle de Distúrbios) em dois níveis, um módulo básico com duração de uma semana e um módulo avançado. Onde o militar recebe treinamento para atuar em situações de toda sorte. Além de treinamentos complementares como o de Praças Desportivas e o ICEP (Intervenção de Choque em Estabelecimentos Prisionais), todos com excelência técnica e profissional.
Alguns do módulos ministrados ao Operador de Choque são:
1- Técnicas e Tática em Operações de Choque
2- Histórico e Estudo das Massas
3- Policiamento em Eventos
4- Defesa Pessoal em OCD
5- Legislação em OCD
6- Nós e Amarrações
7- IMPO (Instrumentos de Menor Potencial Ofensivo)
8- Primeiro Interventor em Artefatos Explosivos
9- Psicologia das Massas

Dentre suas principais operações destacam-se: A Greve dos Perueiros (2001), Assembléia da 47ª reunião do BID(2006), Copa das Confederações (2013) e a Copa Do Mundo (2014).